# Buchsberg
Der Buchsberg ist ein Berg des Oberpfälzer Waldes. Er liegt auf dem Gemeindegebiet Weiding im Oberpfälzer Landkreis Schwandorf, Bayern.
Der Buchsberg erstreckt sich von Westnordwest nach Ostsüdost.
Er hat zwei Gipfel, einer 788 m, der andere 789 m, die 600 m voneinander entfernt liegen, getrennt durch einen 26 m tiefen Sattel.
Auf dem Nordosthang des Buchsberges liegt das Dorf Weiding, auf seinem Südosthang die Dörfer Kagern und Hannesried.
Westlich des Buchsberges erheben sich der 875 m hohe Frauenstein mit der Burg Frauenstein und der 888 m hohe Signalberg.
Am Südhang des Buchsberges liegt das ausgewiesene Geotop Fuchsloch mit der Kennzeichnung 376R014.
Es zeigt Cordierit-Sillimanit-Gneis.
Am Südosthang des Buchsberges entspringen die Drath und andere Quellbäche des Markbachs, unter anderen auch die Schönbrunnenquelle an der Schönbrunnen-Kapelle.